# Сімоне Райнері
Сімоне Райнері  (італ. Simone Raineri, 7 лютого 1977) — італійський веслувальник, олімпійський чемпіон.

## Виступи на Олімпіадах
| Олімпіада   | Дисципліна     | Місце |
| ----------- | -------------- | ----- |
| Сідней 2000 | четвірка парна | 1     |
| Афіни 2004  | четвірка парна | 10    |
| Пекін 2008  | четвірка парна | 2     |